# توماس كاري (مغني)
توماس كاري (بالإنجليزية: Thomas Carey)‏ هو مغني ومغني أوبرا أمريكي، ولد في 29 ديسمبر 1931، وتوفي في 23 يناير 2002 بسبب سرطان البنكرياس.